# 淡島百景
『淡島百景』（あわじまひゃっけい）は、志村貴子による日本の漫画作品。太田出版のWEBマガジン『ぽこぽこ』にて2011年6月7日から連載が始まり、後継の『Ohta Web Comic』で2016年7月29日から2024年3月15日にかけて、長期休載期間を挟みつつ連載された。
2015年には『月刊MdN』（エムディエヌコーポレーション）8月号誌上にて、本作の田畑若菜と乃木坂46の生駒里奈が同じ制服を着用するコラボが展開された。同年、第19回文化庁メディア芸術祭マンガ部門優秀賞受賞。
作者の過去作『青い花』と繋がっている。第3話は『マンガ・エロティクス・エフ』vol.85（2014年）に掲載
2026年よりテレビアニメが放送予定。

## 題材となったミュージカル
- ロミオとジュリエット - 2話&13話。竹原絹枝の重要演目。
- エリザベート - 10話。浅上レオ主演。
- ミー・アンド・マイガール - 21話。浅上レオの重要演目。
- 春の雪 - 26話。淡島文化祭演目。

## 用語
宝塚をモデルとしている。

### 舞台
淡島歌劇
淡島に本拠を置く歌劇団。全員が女性。
淡島歌劇学校
劇団の付属学校。予科と本科の2年制。寮制。寮では本科生と予科生が同室となる。

## 主な登場人物
群像劇であり、エピソード毎に時代と主人公が変動する。登場人物は基本的に女性で、本名と芸名に加えて結婚による改姓もあり、さらに年代ジャンプも加わって、複雑なことになっている。単行本3巻は初版と電子版にキャラクター相関図がついている。
『青い花』の主人公たちと、上田良子（小鳥遊良子）、竹原絹枝（小鳥遊陽）が同年齢である。その一年下が田畑若菜。

### 桂子の関連人物
山路よし子
本名は美子（よしこ）、芸名は日柳夏子（くさなぎ なつこ）。夫は山路寛一、娘は山路ルリ子。
淡島の大女優。絶世の美女。
主役エピソードは『山路ルリ子と日柳夏子』。
山路ルリ子
芸名は朝比奈ルリ。日柳夏子と山路寛一の娘。夫は伊吹吉彦。
容貌は、父方の祖母に似ている。美男美女の両親には似ていなかったために、母には愛されなかった。女優の道を降り、また母ではなく己を見てくれた伊吹吉彦と結婚して、己の家族を作る。
主役エピソードは『山路ルリ子と日柳夏子』。
伊吹桂子
山路ルリ子と伊吹吉彦の娘。未婚。淡島生まれ。
容貌は父親に似ている。祖母である日柳夏子に反発していた。
淡島学生時代に、岡部恵美に嫉妬を抱き、嫌がらせを行い孤立させ、退学に追いやる。その結果孤立し、罪悪感を抱えることになる。卒業後も女優として大成することなく、淡島に戻り教諭となる。指導は厳しく、生徒たちからは教官と恐れられている。
2巻表紙。エピソード『岡部恵美と小野田幸恵』の悪役であり、『伊吹桂子と田畑若菜』の主役。
山本雅子
芸名は英雅（はなぶさ みやび）。ルリの同窓・親友。日柳夏子に憧れて淡島入りし、女優として大成する。
岡部恵美
桂子の同窓。特待生として入学し、圧倒的な存在感を放っていたが、突然淡島を去る。
1巻表紙。主役エピソードは『岡部恵美と小野田幸恵』。
小野田幸恵
桂子の同窓。淡島を去った恵美に手紙を出す。
住吉
結婚後の姓は伊福部。桂子の取り巻きだったが、淡島を辞める。娘が淡島に通っている。

### 沙織の世代
山県沙織
芸名は鏑木優紀。淡島歌劇を退団して、四方木田の事務所の所属女優となる。
3巻表紙。主役エピソードは『四方木田さよと山県沙織』『山県沙織と竹内実花子』。
四方木田かよ
芸名は悠木みほと。女優を引退して、親戚の事務所で事務員をしている。
武内実花子
幼いころは病弱で、入院生活で淡島歌劇に憧れ、淡島歌劇学校に入寮する。卒業して正式に淡島女優となるも直後に急病で退団しており、最近復帰した。

### 若菜の世代
竹原絹枝
本科生。若菜の同部屋の先輩。寮長もつとめる。文化祭でロミオを演じた後、卒業する。後に淡島のスターとして人気を博す。芸名は小鳥遊陽。
出身は広島、小中学校は鎌倉の藤が谷女学院。
第1話『田畑若菜と竹原王子』第2話『竹原絹枝と上田良子』などで主役を務め、全編を通して大成する。
田畑若菜
予科生。群馬出身。ミーハー的に興味を持ち、淡島入りする。
作中で本科生に進級。卒業後は葉月青の芸名で淡島女優となり、退団後はフリーライターとなり江里世代の淡島文化祭に卒業生ゲストとして招聘される。
第1話『田畑若菜と竹原王子』から登場しており、主役・登場エピソードが多数ある。
村上桃子
予科生。若菜の友人。ほぼ脇役。
大久保あさ美
予科生。両親が宗教を信仰しているのが嫌で、悩んでいる。美声。主役エピソードあり。
柏原明穂
若菜の後輩・同室。芸能人夫婦の娘。芸名は八乙女皐月。主役エピソードあり。

### 現代
藤沢江里
予科生。梅本美月と同室。小鳥遊陽に憧れている。中学時代に人間関係のトラブルがあった。
4巻表紙。主役エピソードあり。
小鳥遊沙羅
予科生。柳原と同室。小鳥遊陽に憧れている。明るい性格。小鳥遊良子の姪。主役エピソードあり。
雅楽川静香
予科生。小清水と同室。鏑木優紀のファン。落ち着いた性格。主役エピソードあり。

### その他
上田良子
『青い花』の登場人物。絹枝の小中学校時代の友人。主役エピソードは『竹原絹枝と上田良子』。
結婚して小鳥遊姓となる。澤乃井京子、万城目ふみ、奥平あきらと交流がある。

## 書誌情報
- 志村貴子 『淡島百景』 太田出版、全5巻
  1. 2015年4月27日発行（2015年4月15日発売[24]）、ISBN 978-4-7783-2248-9
  2. 2017年8月3日発行（2017年7月24日発売[9]）、ISBN 978-4-7783-2282-3
  3. 2019年4月3日発行（2019年3月14日発売[10]）、ISBN 978-4-7783-2298-4
  4. 2022年8月30日発行（2022年8月24日発売[25]）、ISBN 978-4-7783-2315-8
  5. 2024年5月12日発売[26]、ISBN 978-4-7783-2328-8

## テレビアニメ
2024年5月9日にテレビアニメ化が発表された。2026年より放送予定。

### スタッフ
- 原作 - 志村貴子[8]
- 監督 - 浅香守生[8]
- キャラクターデザイン - 濱田邦彦[8]
- シリーズ構成 - 中西やすひろ[8]
- 美術監督 - 中村豪希[8]
- 撮影監督 - 酒井淳子[8]
- 音楽 - 小畑貴裕[8]
- アニメーション制作 - マッドハウス[8]